# Сквадер

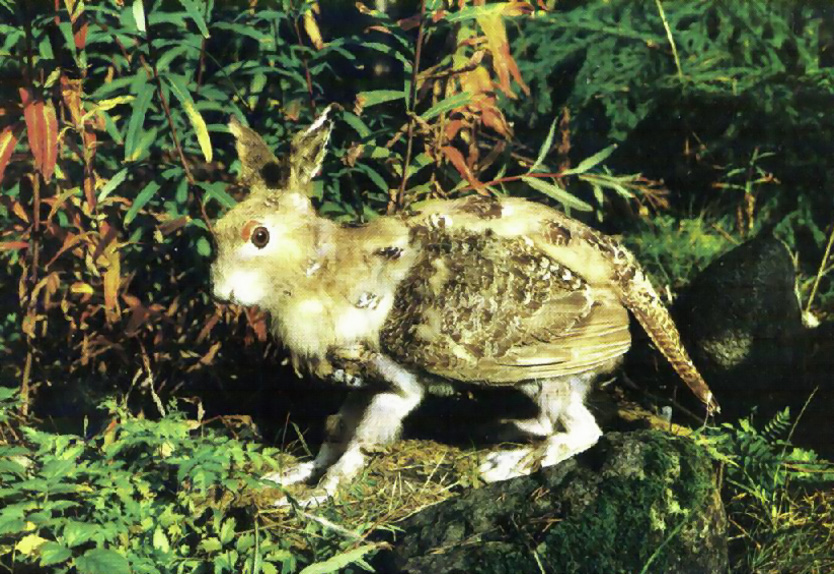
«Чучело» сквадера, выполненное Рудольфом Гранбергом.

Сквадер — вымышленное существо, «чучело» которого было создано в 1918 году ради шутки шведским учёным-таксидермистом Рудольфом Гранбергом и с тех пор постоянно экспонируется в музее Norra Berget города Сундсвалль. Фантастическому животному, сочетающему в своём облике голову, переднюю часть туловища и все четыре конечности зайца (Lepus) с задней частью, крыльями и хвостом самки глухаря (Tetrao urogallus), было также дано шуточное латинское наименование Tetrao lepus pseudo-hybridus rarissimus L. (псевдогибрид глухаря с зайцем редчайший).
Название «сквадер» представляет собой, по словарю Шведской академии наук, комбинацию из двух слов: префикса skva от «skva-ttra» (что можно перевести как «чириканье», а можно и как «шарлатанство») и суффикса -der от «tjä-der» («лесной глухарь»).
История сквадера берёт своё начало от охотничьей байки, рассказанной человеком по имени Хакон Далмарк за обедом в ресторане Сундсвалля в начале XX века. Для развлечения своих друзей он поведал им, что в 1874 году охотился на подобных животных в лесах к северу от Сундсвалля. В 1907 году экономка Далмарка в шутку подарила ему картину с изображением этих животных, нарисованную её племянником-художником по описаниям Хакона. Незадолго до своей смерти в 1912 году Далмарк пожертвовал это произведение местному музею. Во время выставки в городе Эрншёльдсвик в 1916 году руководитель музея встретился с таксидермистом Рудольфом Гранбергом. В разговоре с ним музейщик упомянул историю охоты, рассказал о происхождении картины, и спросил у Гранберга, сможет ли тот каким-то образом «воссоздать» животное, т. е. сфабриковать его чучело. Гранберг ответил положительно, взялся исполнить этот заказ и к 1918 году закончил свою работу. С тех пор «чучело» сквадера выставлено в музее Сундсвалля и является одним из самых популярных его экспонатов; там же представлена и картина — дар Далмарка.
Примечательно, что весьма похожее существо, называемое «кролик-птица», описывал древнеримский учёный Плиний Старший в своей «Естественной истории». По его описанию, это существо с головой кролика и телом птицы, которое, по слухам, живёт в районе Альп.

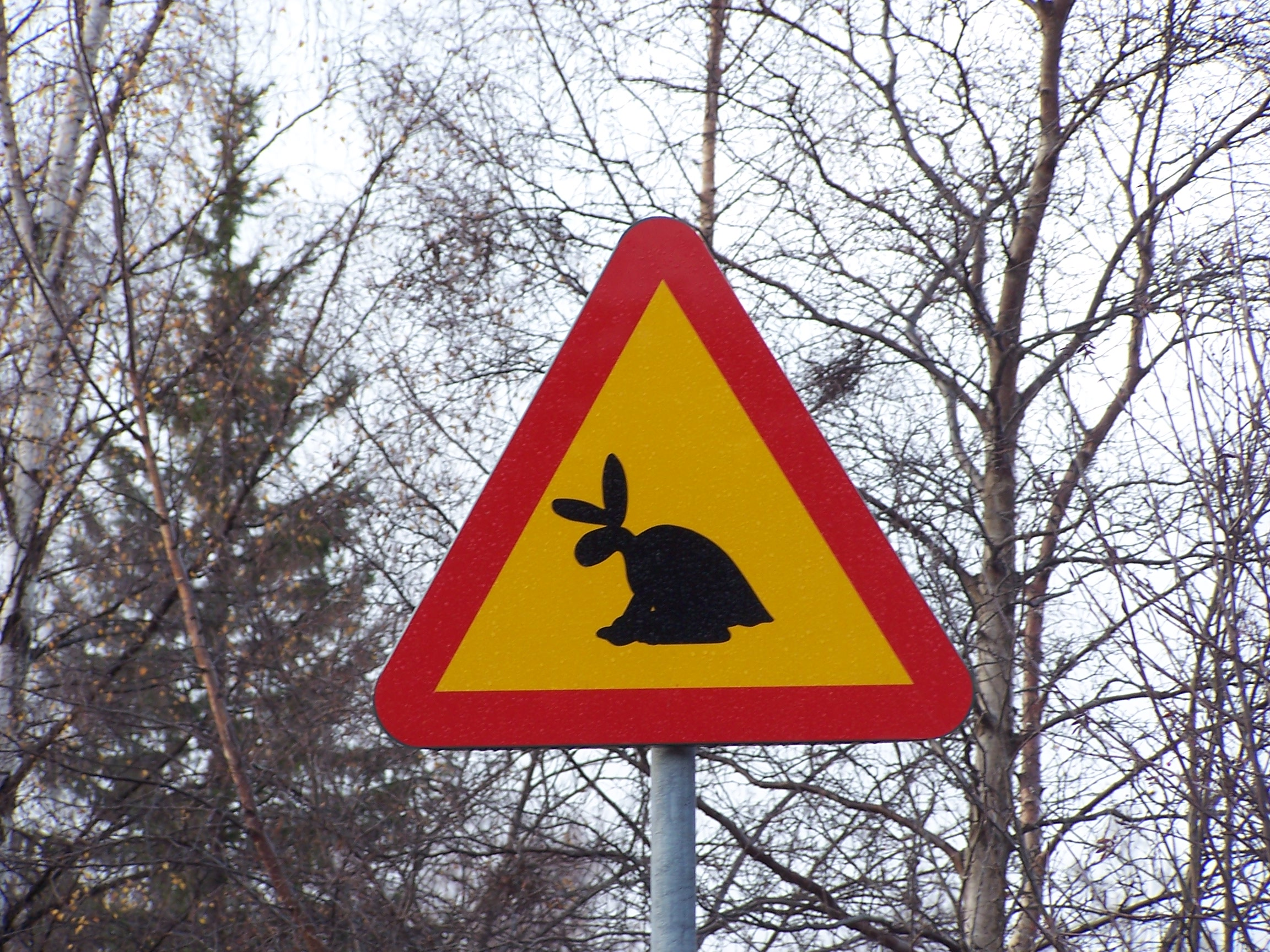
Шуточный дорожный знак рядом с музеем предупреждает о сквадерах на дороге.

После того как образ сквадера был «подкреплен» таким фактором, как наличие доступного для обозрения «чучела», его популярность быстро росла. Он превратился в неофициальный символ города Сундсвалля, а когда в 1987 году население провинции Медельпад выбирало «символическое животное провинции» (в дополнение к «символическому растению»), многие жители проголосовали за сквадера. Окончательное решение стало своего рода компромиссом: был выбран горный заяц-беляк — «передняя часть» сквадера.
Термин «сквадер» в современном разговорном шведском языке означает «плохой компромисс» или «сочетание противоречивых элементов».

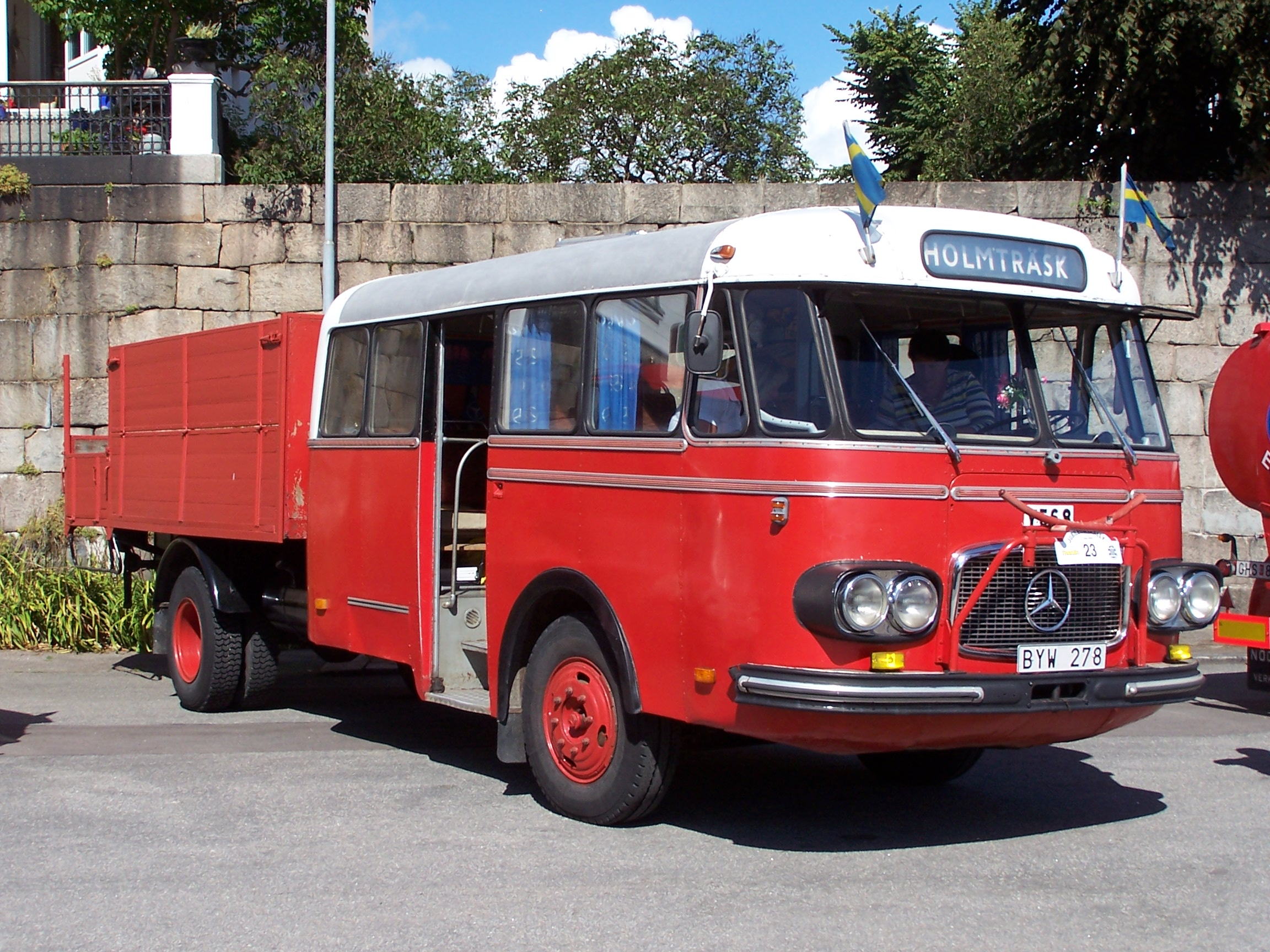
Типичный автобус-грузовик «Сквадер».

«Сквадер» стало также названием выпускавшегося в 1950–1960-х годах гибрида автобуса и небольшого грузовика, который широко использовался для небольших автобусных перевозок в Норрланде: передняя его часть представляла собой автобус, который вёз пассажиров, в то время как задняя была грузовиком с открытым кузовом, часто используемым для доставки молока от местных фермеров к ближайшим молочным фабрикам.